# Августовская революция (1963)

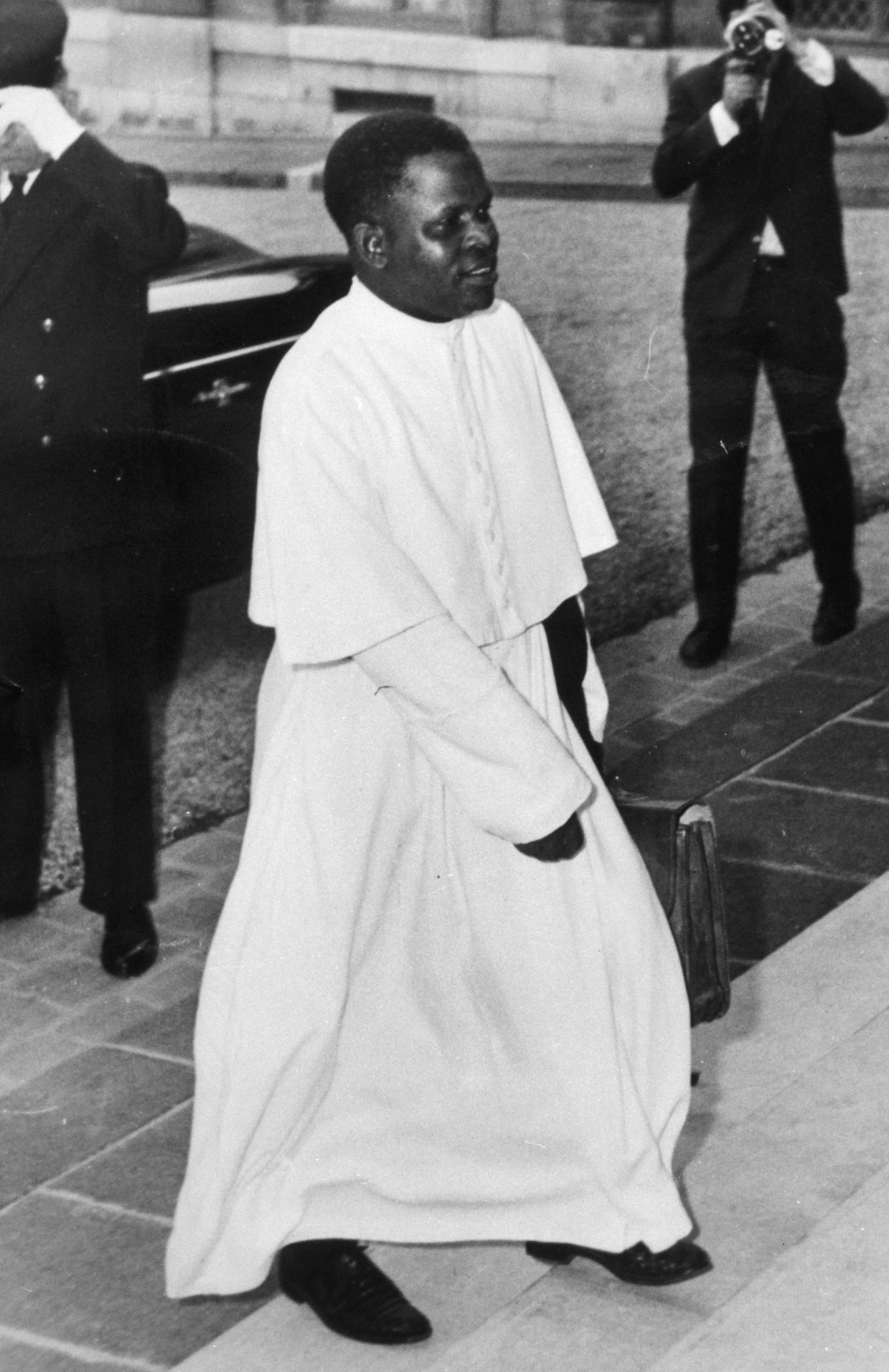
Фульберт Юлу в Пристергеванд, 1963 год.

Августовская революция 1963 года в Республике Конго — массовые народные выступления 13—15 августа 1963 года против режима президента Фюльбера Юлу, известные также как «Три славных дня» (фр. Trois Glorieuses).

## Предпосылки
За три года прошедшие после избрания Фюльбера Юлу первым президентом независимой Республики Конго уровень доверия к власти значительно упал. Коррупция, непотизм, непомерные расходы государственных средств на содержание властей, например, строительство роскошного президентского дворца, вызвали нарастание недовольства населения. Усугубили ситуацию диктаторские методы правления Ф. Юлу, в частности, принятие закона о введении однопартийной системы (апрель 1963 года), аресты ряда профсоюзных лидеров (июнь 1963 года). В июле лидерами трёх профобъединений Конго, Всеобщей конфедерации труда Африки (ВКТА), Африканской конфедерации свободных профсоюзов (АКСП) и Африканской конфедерации верующих трудящихся (АКВТ), был создан Национальный комитет объединённых рабочих организаций, потребовавший от правительства освобождения арестованных профсоюзных активистов (под давлением профсоюзов они были выпущены на свободу) и восстановления демократических свобод. На 13 августа 1963 года комитет назначил всеобщую забастовку.

## 13 августа
Забастовка охватила крупнейшие города Конго: Браззавиль, Пуэнт-Нуар, Долизи (совр. Лубомо), Жакоб (совр. Нкайи). Она сопровождалась массовыми митингами, сопровождавшиеся столкновениями с полицией, а после применения оружия (что привело к гибели нескольких протестующих) переросла в беспорядки и погромы. Участники антиправительственных выступлений требовали пресечения коррупции и непотизма, принятия неотложных мер для развития экономики страны, улучшения условий жизни населения и сокращения безработицы, а также отмены закона о создании единственной политической партии. Наряду с профсоюзами во главе этих выступлений встал также Союз конголезской молодёжи, к тому времени запрещённый как прокоммунистическая организация.

## Падение режима Юлу
14 августа правительство объявило на всей территории страны военное положение и комендантский час. Юлу связался с президентом Франции Шарлем де Голлем и обратился к нему с просьбой об оказании Францией военной помощи для восстановления конституционного порядка. Из Чада и Центральноафриканской Республики были переброшены французские воинские подразделения, взявшие под охрану правительственные здания. Однако конголезская армия отказалась поддержать правительство. Вечером 14 августа большинство армейских подразделений перешли на сторону профсоюзов и Союза молодёжи. 15 августа, в день 3-й годовщины национальной независимости, в ходе демонстрации перед президентским дворцом, в которой участвовало 10 тысяч человек, было выдвинуто требование об отставке Юлу. Так как власти Франции не решились отдать приказ своим военным разогнать демонстрантов, в тот же день Фюльбер Юлу ушёл в отставку.

## Новое правительство
16 августа 1963 года было сформировано временное правительство во главе с Альфонсом Массамба-Деба, которое распустило Национальное собрание, объявило амнистию политзаключённым и создало комиссию на выработки новой конституции страны.

## Последствия
Августовская революция была первым в истории Тропической Африки выступлением против неоколониализма, ведущую роль в котором сыграли профсоюзы. Именно победа левонационалистических сил в Республике Конго в 1963 году привела к установлению в этой стране политического режима, взявшего курс на построение социалистического общества вначале по китайскому, а затем по советскому образцу.